# Luis Terol
Luis Terol Miller (Valencia) es un ingeniero y empresario español, ex alto ejecutivo del grupo hispano Telefónica y expresidente del directorio de la Compañía de Teléfonos de Chile (CTC).
Estudió en la Escuela Superior de Ingenieros de la Universidad de Madrid, entidad por la que posteriormente obtendría un doctorado en telecomunicaciones.
Ingresó a la empresa en 1954, trabajando durante seis años como ingeniero en radioenlaces. En 1963 pasó a la unidad de tráfico y operaciones, y dos años más tarde fue nombrado director de Servicios Internacionales, lo cual coincidió con el deseo del Gobierno de España de integrar las telecomunicaciones al resto de Europa. Por ello le tocó desarrollar 28 sistemas de cables submarinos y cinco estaciones terrenas de comunicaciones por satélite.
En 1974 se hizo cargo de la subdirección general del área internacional y en 1985 pasó a ser parte de la comisión directiva de Telefónica como secretario general, cargo que ocupó hasta 1988. Luego fue representante en Bruselas, Bélgica, ante la Comunidad Económica Europea (CEE).
En medio del proceso de privatizaciones por el que atravesó Latinoamérica en la década de los '80, fue enviado a Chile a evaluar la licitación de CTC, concurso en el que no consiguieron el objetivo trazado. Pese a ello, los problemas económicos por los que atravesó el grupo Bond, controlador tras la subasta, le permitió liderar la compra del 43% de la chilena en marzo de 1990. Un mes después fue nombrado presidente de la firma.
Jubiló en el curso de 1993. Durante su presidencia, la chilena logró duplicar el número de líneas en servicio.

## Nota
1. ↑  Terol había estado en Chile en 1965, con motivo de la primera reunión de la Comisión del Plan de Desarrollo de las Telecomunicaciones, patrocinada por la Unión Internacional de Telecomunicaciones.

| Predecesor: Mark H. Babidge | Presidente de la Compañía de Teléfonos de Chile 11 de abril de 1990 - 12 de mayo de 1993 | Sucesor: Óscar Guillermo Garretón Purcell |

- Datos: Q5984383